# Still (FLOWERの曲)
「Still」（スティル）は、日本の女性歌手グループFLOWERのデビューシングル。2011年10月12日にソニー・ミュージックアソシエイテッドレコーズより発売された。

## 背景
2010年4月に4人組パフォーマンスユニットとして結成されたFLOWERは、所属事務所LDHが主催するオーディション「VOCAL BATTLE AUDITION 3」にて、新たなメンバーの発掘を行った。そのヴォーカリスト部門の3次審査ならびにFLOWERヴォーカリスト候補者の合宿審査・最終ライブ審査の課題曲が、この「Still」だった。
「Still」は、過去にEXILEの「Ti Amo」「Lovers Again」などを手がけた松尾潔によるプロデュースである。ミュージック・ビデオは久保茂昭が監督を務めた。「Still」「Are You Ready?」のヴォーカルは鷲尾伶菜・武藤千春、「Fadeless Love」は鷲尾・武藤に加え、市來杏香がヴォーカルを務めた。

## 批評家の反応
「Still」は、ポップ・ミュージックの批評家から標準的評価を与えられた。『hotexpress』の武川春奈は、「ダンス、ボーカル共にその複雑な女心を見事に表現している」と評した。また、FLOWERが持つ「10代とは思えない色っぽさ」に言及している。

## チャート成績
2010年10月11日付けの日本レコード協会による着うたフルのダウンロード数を集計したRIAJ有料音楽配信チャートで、初登場9位を記録。フィジカルにおいては、10月11日付けのオリコンデイリーチャートで初登場4位、10月24日付けの週間チャートにおいて初登場5位を記録。同日付けのBillboard JAPAN Hot 100で初登場15位。

## 収録曲
| #         | タイトル                | 作詞      | 作曲                    | 編曲      | 時間  |
| --------- | ----------------------- | --------- | ----------------------- | --------- | ----- |
| 1.        | 「Still」               | 松尾潔    | 川口大輔                | 中野雄太  | 4:09  |
| 2.        | 「Fadeless Love」       | 森田孝太  | nojo、工藤勝洋          | h-wonder  | 4:31  |
| 3.        | 「Are You Ready?」      | MEG.ME    | SHIKATA、MATS LIE SKARE |           | 3:48  |
| 4.        | 「Still」(instrumental) | 松尾潔    | 川口大輔                | 中野雄太  | 4：08 |
| 合計時間: | 合計時間:               | 合計時間: | 合計時間:               | 合計時間: | 16:38 |

| #  | タイトル                      | 作詞 | 作曲・編曲 | 監督     |
| -- | ----------------------------- | ---- | ---------- | -------- |
| 1. | 「Still」(MUSIC VIDEO)        |      |            | 久保茂昭 |
| 2. | 「Still」(MUSIC VIDEO MAKING) |      |            |          |

## チャート
| チャート（2011年）                         | 最高 順位 |
| ------------------------------------------ | --------- |
| RIAJ有料音楽配信チャート                   | 9         |
| オリコン週間                               | 5         |
| Billboard JAPAN Hot 100                    | 15        |
| Billboard JAPAN Hot Top Airplay            | 56        |
| Billboard JAPAN Hot Singles Sales          | 5         |
| Billboard JAPAN Adult Contemporary Airplay | 76        |

## 発売日一覧
| 地域 | 情報           | 規格                 |
| ---- | -------------- | -------------------- |
| 日本 | 2011年9月28日  | 着信音               |
| 日本 | 2011年10月5日  | 携帯端末向けフル配信 |
| 日本 | 2011年10月12日 | CD                   |

## 収録アルバム
- 1stアルバム『Flower』 (#1、#2)
- ベストアルバム『THIS IS Flower THIS IS BEST』 (#1,再録)